# اندیس خونگاه
خونگاه یک اندیس فلزی است که در حوالی شهر سیدون استان کهگیلویه و بویراحمد قرار دارد و مادهٔ معدنی موجود در آن، مس است؛ و دیرینگی آن به دوران کامبرین زیرین می‌رسد. در این اندیس، پاراژنز‌های بورنیت-کاکلوپریت-پیریت و کانی‌های نقره یافت می‌شوند.